# Edmond Faral
Pour les articles homonymes, voir Faral.
Edmond Faral, né à Médéa (Algérie) le 20 mars 1882 et mort à Paris le 8 février 1958, est un universitaire et médiéviste français.

## Carrière
Ancien élève de l'École normale supérieure, agrégé de grammaire (1906), docteur ès lettres, il devient en 1920 directeur d'études en littérature médiévale à l'École pratique des hautes études. En 1924, il est nommé professeur de littérature latine médiévale au Collège de France, dont il est administrateur de 1937 à 1955. Il est élu membre de l'Académie des inscriptions et belles-lettres en 1936.

## Œuvres
- Les Jongleurs en France au Moyen Âge, thèse de doctorat, Champion, 1910 ; réédition, 1964, prix Marcelin-Guérin de l’Académie française en 1911
- Recherches sur les sources latines des contes et romans courtois du Moyen Âge, 1913, prix Guizot de l’Académie française en 1914
- Le Roman de Troie en prose, édité avec L. Constans, 1922
- La Littérature latine du Moyen Âge, 1925
- La Légende arthurienne, 1929, prix Saintour de l’Académie française en 1930
- La Chanson de Roland, étude et analyse, 1934
- Petite grammaire de l'ancien français, 1941
- Onze poèmes de Rutebeuf concernant la croisade, édités avec Julia Bastin, 1946
- Jean Buridan. Notes sur les manuscrits, les éditions et le contenu de ses ouvrages, Archives d'Histoire Doctrinale et Littéraire du Moyen Âge 15: 1-53 (1946)
- Jean Buridan: Maître és arts de l'Université de Paris Histoire Littéraire de la France 28 (1949).
- Guillaume de Digullville, moine de Châalis, 1952
- La Vie quotidienne au temps de Saint Louis, 1956
- Les Arts poétiques du XIIe et du XIIIe siècles. Recherches et documents sur la technique littéraire du Moyen Âge, 1958
- Œuvres complètes de Rutebeuf, éditées avec Julia Bastin, 1959-1960

## Distinction
- Grand-croix de la Légion d'honneur